# Årjängstravet
Årjängstravet, i Årjäng, Värmlands län, är en av Sveriges permanenta travbanor. Årjängstravet arrangerar cirka 20 tävlingsdagar per år.
Årjängstravet marknadsförs som "Sveriges vackraste bana" och är placerad med en naturlig läktare vid upploppsrakans start. Årjängstravet har en V75-dag per år i samband med att Årjängs Stora Sprinterlopp går av stapeln. Bland vinnarna i Årjängs Stora Sprinterlopp märks världsstjärnor som Callit, Victory Tilly, Gidde Palema, Steinlager, Citation, Sebastian K. och Nuncio. Sebastian K. innehar det absoluta banrekordet med 1.09,6 ak.

## Historia
Årjängs travbana byggdes 1936. Åtta män förvandlade en myr till en helt användbar travbana, med längd på en kilometer, med hjälp av spadar, skottkärror och ett par nordsvenska hästar. De slutförde byggandet av banan på tio veckor. Männen bakom arbetet var Ossian Jonasson, Gunnar Jonasson, Reidar Jonasson, Cato Kristiansson, Ragnar Alfredsson, Sven Alfredsson, Tyko Kylén och Georg Nilsson.
Invigningen av banan hölls 30 september 1936.

## Kända profiler
De mest kända travtränarna från Årjängstravet är Per Ludvig Nilsen, Olav Mikkelborg och Tom Horpestad. Mellan åren 1998 och 2007 vanns championligan av Björn Goop.